# Geneesmiddelresidu
Een geneesmiddelresidu is het achterblijfsel van een geneesmiddel op een bepaald tijdstip in voedingswaren. Zo kan er na een diergeneeskundige behandeling van een voedselproducerend dier een residu van een geneesmiddel achterblijven in melk, eieren of vlees. De producenten van diergeneesmiddelen bepalen experimenteel na welke wachttijd de producten van het behandelde dier weer gezond zijn om te consumeren. 

## Wetgeving

### België
In België ziet het FAVV toe dat op het toedienings- en verschaffingsdocument de wachttijd door de dierenarts wordt genoteerd. De boer moet, ook na het verstrijken van de wachttijd, bij levering van dieren of dierlijke producten aangeven waarmee de dieren behandeld werden. Doet hij dat niet, en worden er bij laboratoriumanalyse van de dierlijke producten nog residuen gevonden, dan krijgt hij een boete.    